# لا أحد من المذكورين بالأعلى

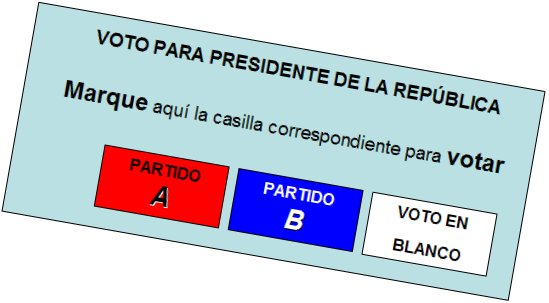

تصويت أبيض ويعرف في بعض الدول ب لا أحد من المذكورين بالأعلى (بالإنجليزية: None of the above)‏، خيار تصويتي في بعض الاختصاصات القضائية والمنظمات مصمَّم للسماح للمصوتين بإبداء رفض جميع المرشحين في الانتخابات. هذا الخيار مؤسس على مبدأ أن الموافقة تتطلب القدرة على نزع الموافقة في أي انتخابات بالضبط كما يمكن أن يصوتوا بـ «لا» في الاستفتاءات.
يمكن تتبع بداية هذا الخيار في الولايات المتحدة الأمريكية في كاليفورنيا أواخر 1999 استطاع المؤيدون المدنيون لاقتراح رقم 23 المعروف بـ «قانون لا أحد من المذكورين بالأعلى» الضغط لتفعيل مبادرة تصويت على هذا الاقتراح على مستوى الولاية عن طريق عرائض مجمعة تم تقديمها لحاكم الولاية. تم صرف 987 ألف دولار للدعاية لهذا الخيار التصويتي ولكن تمت هزيمته في انتخابات مارس 2000 العامة بفارق 64% لـ 36% . لو تم تمريره عن طريق المصوتين كان سيدخل هذا الخيار التصويتي في بطاقات تصويت جميع المناصب التي تتم بالانتخاب على مستوى الولاية والمستوى الفيدرالي وتعفى فقط السباقات المحلية القضائية. في تحديد نتائج الانتخابات الرسمية يتم تجاهل عدد أصوات «لا أحد من المذكورين بالأعلى» لصالح المرشح صاحب أعلى عدد من الأصوات.
من الكيانات التي تُضمِّن خيار «لا أحد من المذكورين بالأعلى» على بطاقات الانتخاب كإجراء نموذجي اليونان وولاية نيفادا الأمريكية وأوكرانيا وإسبانيا وكولومبيا والحزب التحرري الأمريكي والحزب الأخضر والهيئة التابعة للحزب الوطني الأمريكي في فلوريدا. كما كانت روسيا تعمل بهذا الخيار في بطاقاتها حتى ألغت العمل بها في 2006. وقد بدأت بنغلاديش العمل بهذا الخيار في 2008.
عندما يتم إدراج خيار «لا أحد من المذكورين بالأعلى» في بطاقة الانتخاب توجد احتمال أن يحظى هذا الاختيار بأغلبية أو مجموع الأصوات وبالتالي «الفوز» بالانتخابات. في هذه الحالة يمكن الاستعانة بالعديد من الإجراءات الرسمية منها بقاء المنصب شاغرا ً أو تعيين أحد به أو فتح باب الترشيحات مرة أخرى أو تنظيم انتخابات أخرى (بهيئة تعمل تحت القانون البرلماني).